# Virley
 (avril 2023).
Virley est un village et une paroisse civile de l'Essex, en Angleterre.